# Annals of the Missouri Botanical Garden
Annals of the Missouri Botanical Garden — рецензируемый ботанический журнал, основанный в 1914 году Ботаническим садом Миссури, под руководством ботаника и альголога Джорджа Томаса Мура, который с 1912 по 1953 годы был директором ботанического сада Миссури.
С 2010 года журнал выпускается четыре раза в год издательством Missouri Botanical Garden Press.
Стандартное сокращение по ISO 4, используемое при цитировании журнала: Ann. Missouri Bot. Gard., иногда встречается сокращение Ann. Mo. Bot. Gard.